# Tu vuò fà l'americano
Tu vuò fa l'americano (з італ. — «Ти хочеш бути американцем») — неаполітанська пісня італійського співака Ренато Карозоне.

## Історія
Пісня була написана у 1956 році для радіоконкурсу музичного видавництва «Casa Ricordi». Автором тексту виступив Ніса (псевдонім Ніколи Салерно), а музику, що поєднує в собі свінг із джазом, написав сам Карозоне. Пісня відразу ж стала великим хітом і найвідомішою піснею Карозоне. У 1960 році вона прозвучала в романтичній комедії «Це почалося в Неаполі», де її виконала Софі Лорен. У 1999 році пісню виконав Розаріо Фіорело у фільмі «Талановитий містер Ріплі».
У пісні йдеться про італійського хлопця, який хотів би бути американцем, але залежить від грошей батьків і тому здатний лише на імітацію американського способу життя — п'є віскі з содовою, танцює рок-н-рол, грає в бейсбол, курить Camel. Пісня розглядається як сатира на процес американізації, який накрив Італію в перші повоєнні роки, але південь країни, як і раніше зберігав національні сільські традиції.
У 2000 році кавер-версію цієї пісні зробив Браян Сетцер («Americano»), в 2005 — Лу Бега («You Wanna Be Americano»), в 2010 — Yolanda Be Cool («We No Speak Americano»).